# The Ritchie Family
 (mars 2021).
Si vous disposez d'ouvrages ou d'articles de référence ou si vous connaissez des sites web de qualité traitant du thème abordé ici, merci de compléter l'article en donnant les références utiles à sa vérifiabilité et en les liant à la section « Notes et références ».
The Ritchie Family est un groupe disco américain originaire de Philadelphie.

## Histoire
Ce trio féminin est créé par deux producteurs français, Jacques Morali et Henri Belolo, ce qui leur permet de prendre place dans le monde musical américain. Ils créeront plus tard un autre groupe - uniquement masculin celui-là - les Village People.
Le nom du groupe est tiré de celui du producteur Ritchie Rome. Les trois membres d'origine, Cheryl Jacks, Cassandra Wooten et Gwen Oliver, enregistrent les quatre premiers albums de 1975 (Brazil...) à 1977 (African Queens).
Leur premier succès est une reprise disco, en 1975, du titre Brazil (Aquarela do Brasil) de Ary Barroso, suivi l'année d'après de l'album Arabian Nights... qui est aussi un succès, dont le titre The Best Disco in Town (1976) est développé autour d'un medley de reprises des tubes disco de l'époque. S'ensuivent quelques succès mineurs, Life is music, Lady Luck et Quiet Village (reprise à Les Baxter).
En 1978, les membres du groupe sont remplacés par Jacqui Lee-Smith, Dodie Draher et Ednah Holt. Ce nouveau trio féminin enregistre l'album American Generation et participe au film Je te tiens, tu me tiens par la barbichette de Jean Yanne. Au terme de la promotion de l'album, Ednah Holt quitte le groupe et est remplacée par Vera Brown.
S'ensuivent alors deux albums qui consolident le succès du groupe principalement en Europe et la participation au film des Village People, Can't stop the music (1980).
Alors que la musique disco est de moins en moins en vogue, le trio revient sur le devant de la scène après une pause d'une année avec l'album I'll Do My Best. Le single du même nom est un succès pour le groupe et devient un incontournable de la scène funk aux États-Unis[réf. nécessaire]. Après un dernier album All Night, All Right qui n'a pas réussi à atteindre les scores des précédents, le groupe retourne en studio pour enregistrer Rodéo, un album qui ne verra jamais le jour. Jacques Morali découvre qu'il est atteint du virus HIV, le groupe se sépare et Vera Brown fonde Vera Brown and the Rich Girls.
Le groupe Ritchie Family existe toujours mais n'enregistre plus. Ce sont les chanteuses Vera Brown, Dodie Draher et Jacqui Lee-Smith avec Ednah Holt en remplacement qui continuent à promouvoir leurs chansons dans les clubs et émissions télés retraçant les années disco.

## Discographie
- 1975 : Brazil...
- 1976 : Arabian Nights...
- 1977 : Life Is Music
- 1977 : African Queens
- 1978 : American Generation
- 1979 : Je te tiens, tu me tiens par la barbichette (BOF)
- 1979 : Bad Reputation
- 1980 : Give Me A Break
- 1982 : I'll Do My Best
- 1983 : All Night, All Right

## Filmographie
- 1979 : Je te tiens, tu me tiens par la barbichette de Jean Yanne
- 1980 : Can't stop the music de Nancy Walker